# ドン・キホーテ (探査機)
ドン・キホーテ（Don Quijote）は、欧州宇宙機関が開発する探査機計画である。宇宙機を小惑星にぶつけ、地球に向かう小惑星の軌道を変えることができるか否かを検証することを目的とする。オービターは7年間保つように設計されている。
打上げは2013年か2015年を目標としている。

## 概要
ミッションは、直径500ｍ程の小さい小惑星上で作戦を実行する2機の宇宙機で構成される。
- 1つ目の宇宙機サンチョ（Sancho）は、標的となる小惑星に到達すると、数ヶ月の間周囲を回り、観測する。オービターはキセノンイオンエンジンを用いる。
- 数か月後、2機目の宇宙機ヒダルゴ（Hidalgo）が衝突軌道を通って小惑星に向かう。サンチョは安全な距離に避難し、ヒデルゴは10km/sの速度で小惑星と衝突する。
- その後サンチョは接近軌道に戻り、小惑星の形、内部構造、軌道、自転が衝突によってどのように影響を受けているかを調査する[1]。
- サンチョはAutonomous Surface Packageを放出する。Packageは2時間で小惑星に着陸し、衝突でできたクレーターの内部で、小惑星表面の特性を調査する。

## 推進
宇宙機はヴェガロケットとStar 48によって打ち上げられる。欧州宇宙機構は2つのシナリオを用意していると言われている。1つ目は、化学推進システムを用いるもので、もう1つは電子推進システムを用いるものである。前者では2003 SM84、後者ではアポフィスを目的地とする。

## 機器

### サンチョ（オービター）
オービター上の機器は、ミッションの成功に不可欠なものとミッションの目的以上を目指すものに大別される。主要な機器はRadio Science Experiment, Orbiter Camera, Imaging Laser AltimeterやLIDARである。ミッションの目的以上を目指すものとしては、IR Spectrometer, Thermal IR Imager, X-Ray Spectrometer, Radiation Monitorがある。

### ヒダルゴ（インパクター）
一般の宇宙機と異なり、ヒダルゴの最終的な目標は、小惑星にできるだけ大きい質量を届けることである。このために、推進モジュールは使用後も投棄されない。ヒダルゴは、できるだけコストを抑え、また操作しやすくするため、サブシステムはほとんど積んでいない。太陽電池パネル等の推進機関も持っておらず、方向修正等には姿勢制御システムのスラスタのみを用いる。また衝突部位を50ｍ以下の正確さで確認できる高解像度のカメラを積んでいる。LISA パスファインダーが設計初期の参考にされた。

## 目的地
当初、欧州宇宙機構は2つの地球近傍小惑星2002 AT4と(10302) 1989 MLが目的地の候補として選ばれたが、どちらも地球に対する脅威ではなかった。その後、2つの別の候補として、アモール族の2003 SM84とアポフィスが選ばれた。後者は2029年から2036年に地球に非常に接近すると計算されている。

## 名前
このミッションは、スペインの小説家ミゲル・デ・セルバンテスが著した小説『ドン・キホーテ』の主人公で、風車を巨人と間違えて立ち向かった騎士の名前にちなんでいる。ドン・キホーテのように、宇宙機ヒダルゴは、自身よりずっと大きな天体にぶつかっていく。「サンチョ」は、ドン・キホーテの従者サンチョ・パンサの名前に由来する。彼は後方に留まり、安全な場所から眺めるのを好んだが、この宇宙機に課せられた役割に一致している。